# Conservadors de Catalunya
Conservadors de Catalunya (CC) fou un partit polític dirigit per Joan Parra i Balcells, candidat independent al Senat d'Espanya a les eleccions generals espanyoles de 1977, i Santiago Brutau Cirera. Es tractava d'un partit de caràcter conservador, nacionalista i liberal, que es va presentar a les eleccions al Parlament de Catalunya de 1980 i va obtenir 4.095 vots (0,15% vots). També es presentà a les eleccions generals espanyoles de 1982, on va obtenir 2.596 vots.

## Programa electoral a les eleccions de 1981
- Defensa dels valors cristians
- Manteniment i defensa de la cultura catalana
- Defensa de la integritat d'Espanya i de la singularitat dels pobles que la integren
- Manteniment del sistema de lliure empresa
- Nacionalització dels serveis públic necessaris per al funcionament nacional.